# اس‌تی‌اس-۳۵
اس‌تی‌اس-۳۵ (انگلیسی: STS-35) یکی از ماموریت‌های برنامه شاتل‌های فضایی بود که در تاریخ ۲ دسامبر ۱۹۹۰ از پایگاه فضایی کندی به فضا پرتاب شد. این ماموریت ۹ روزه توسط شاتل کلمبیا انجام گرفت و هدف اصلی آن ارسال آزمایشگاه فضایی ASTRO-1 شامل تجهیزات اسپکتروسکوپی و تلسکوپ‌های نور فرابنفش مانند تلسکوپ فرابنفش هاپکینز به مدار زمین بود.

## نگارخانه

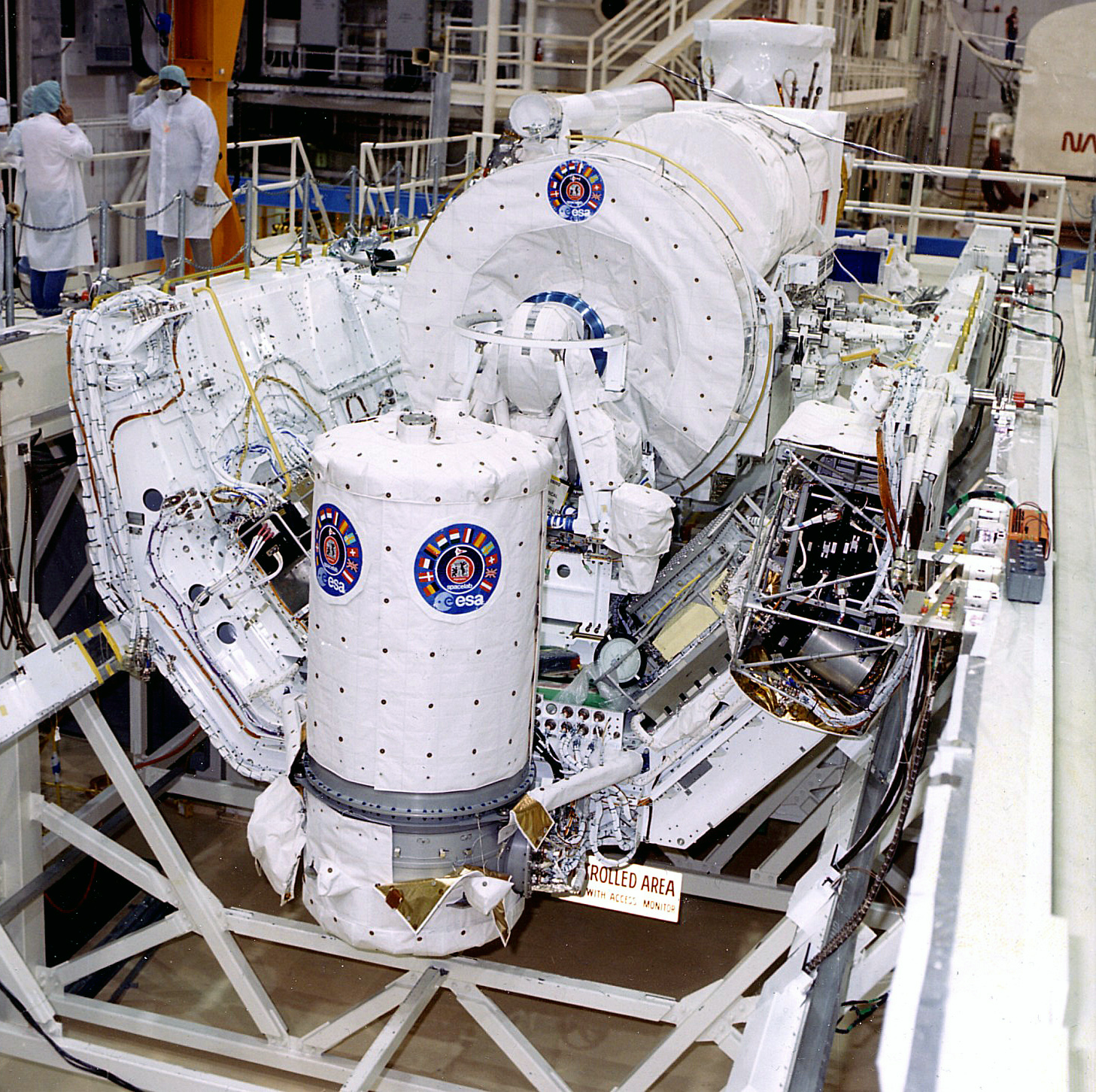
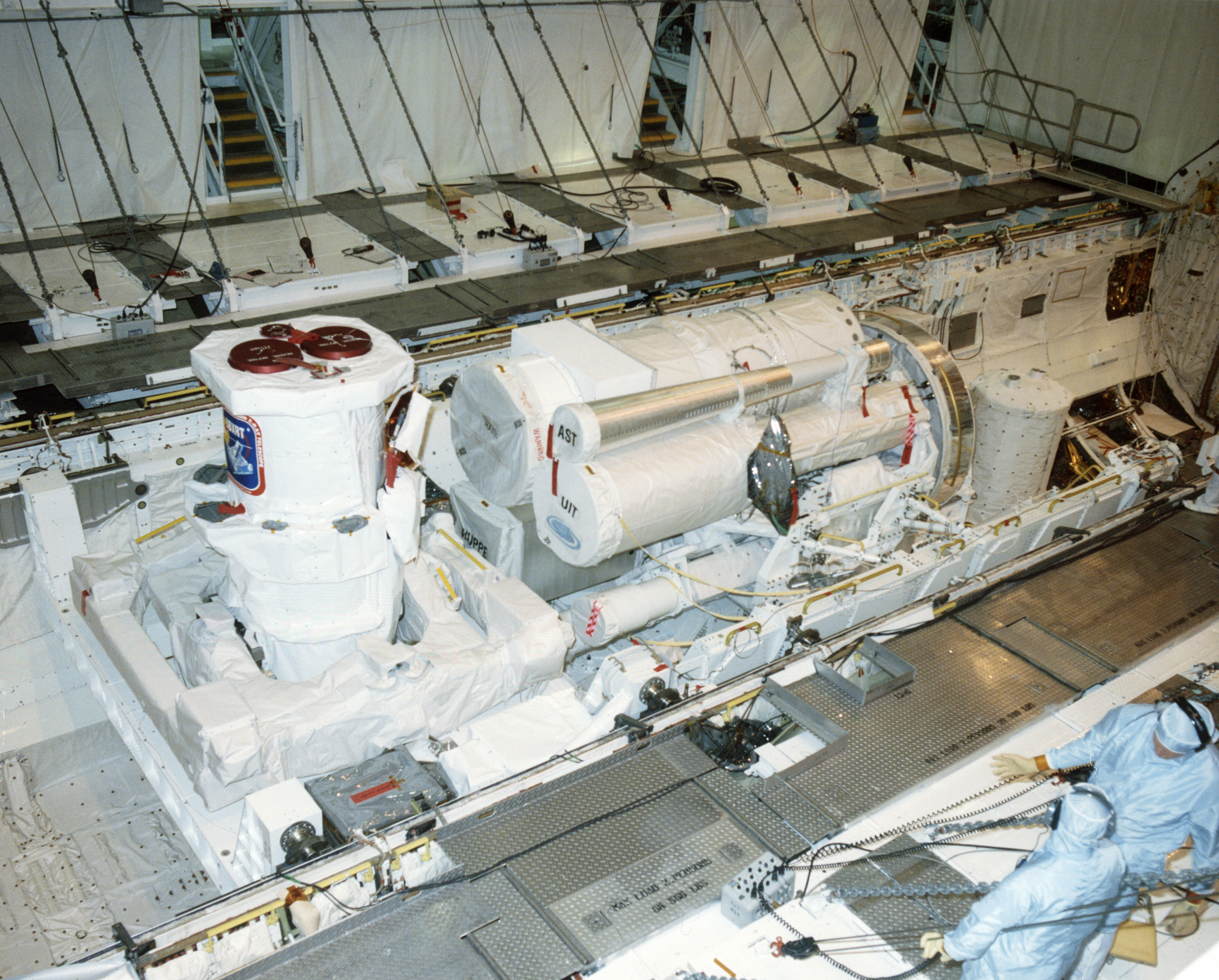
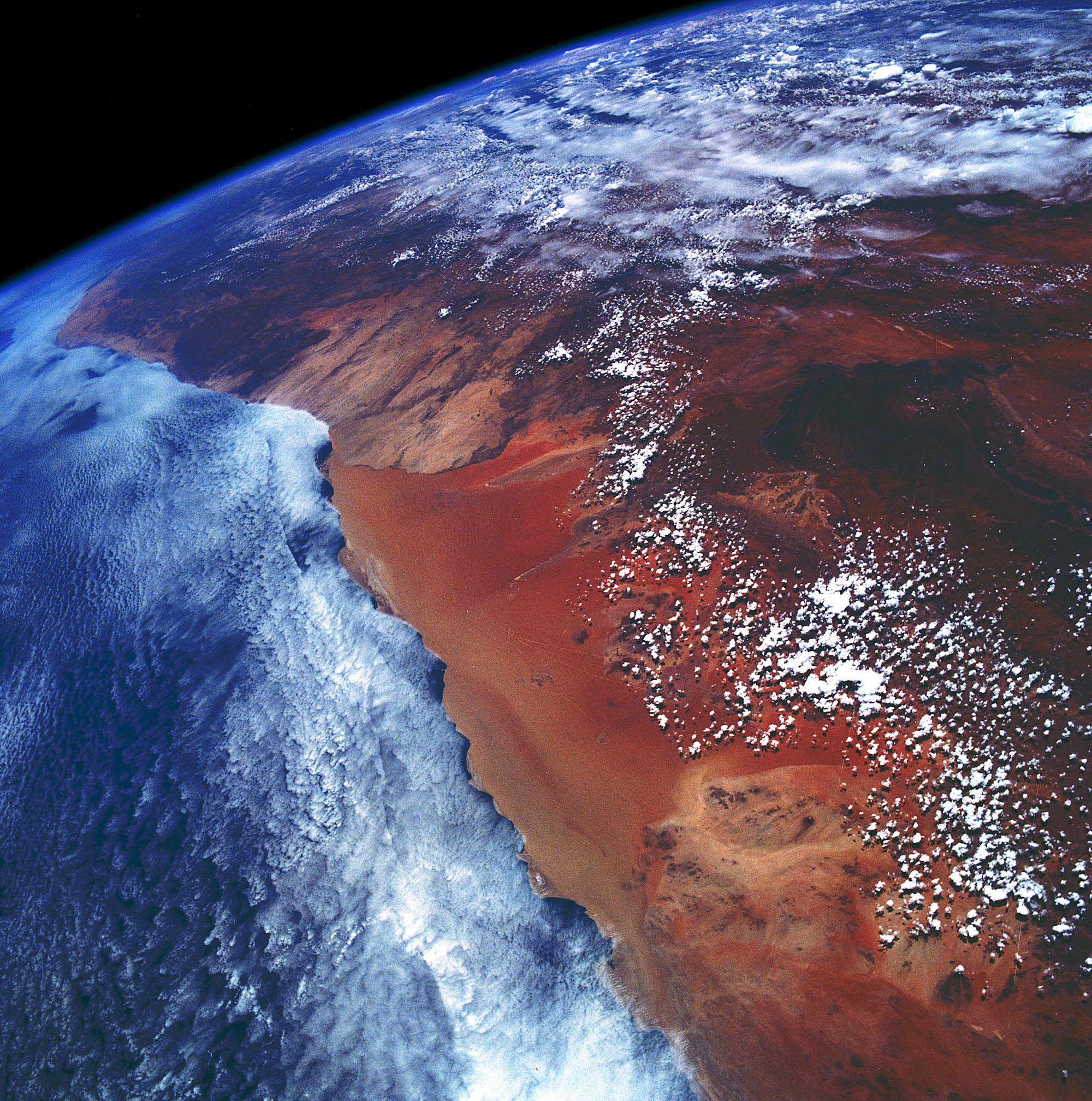
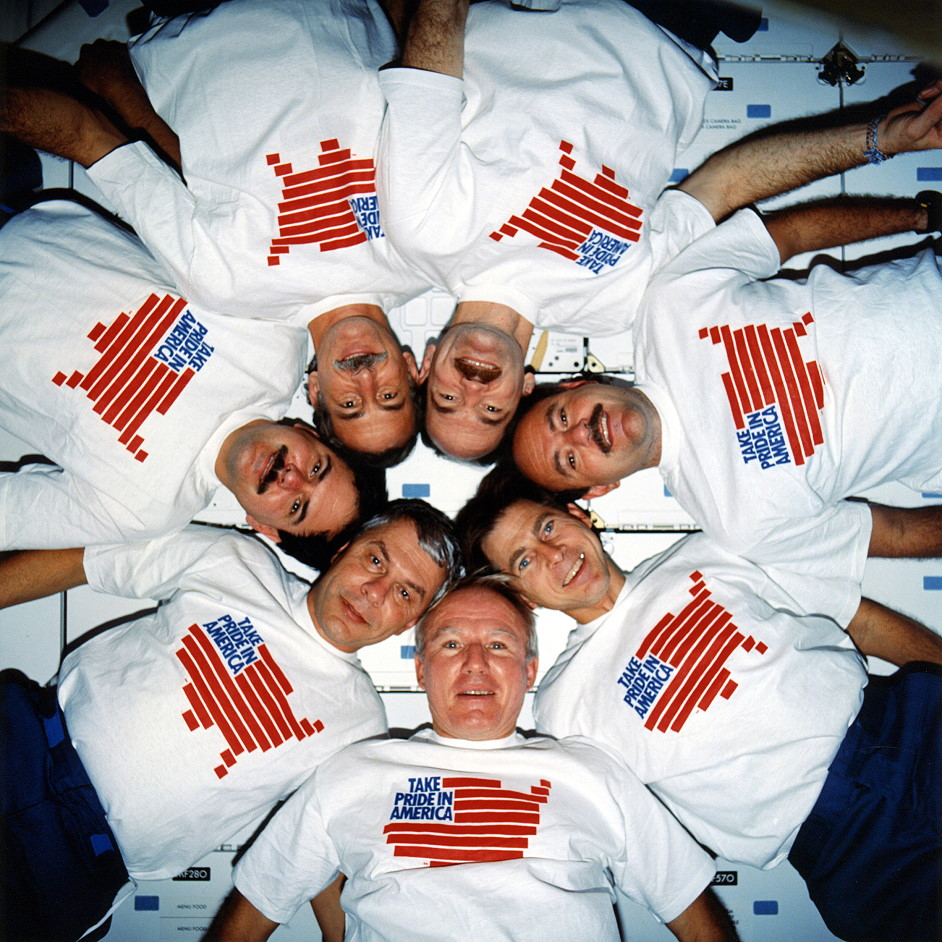
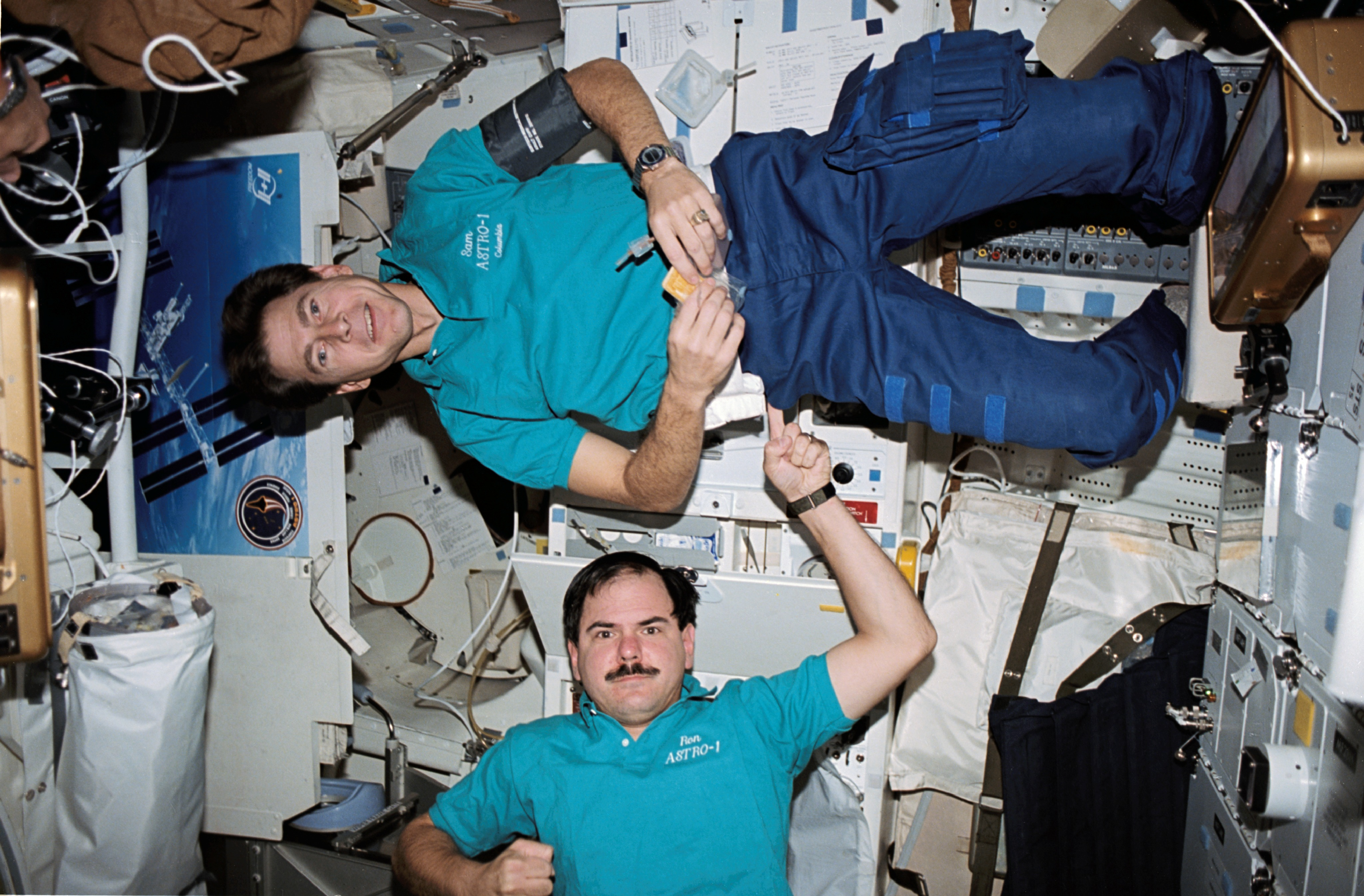
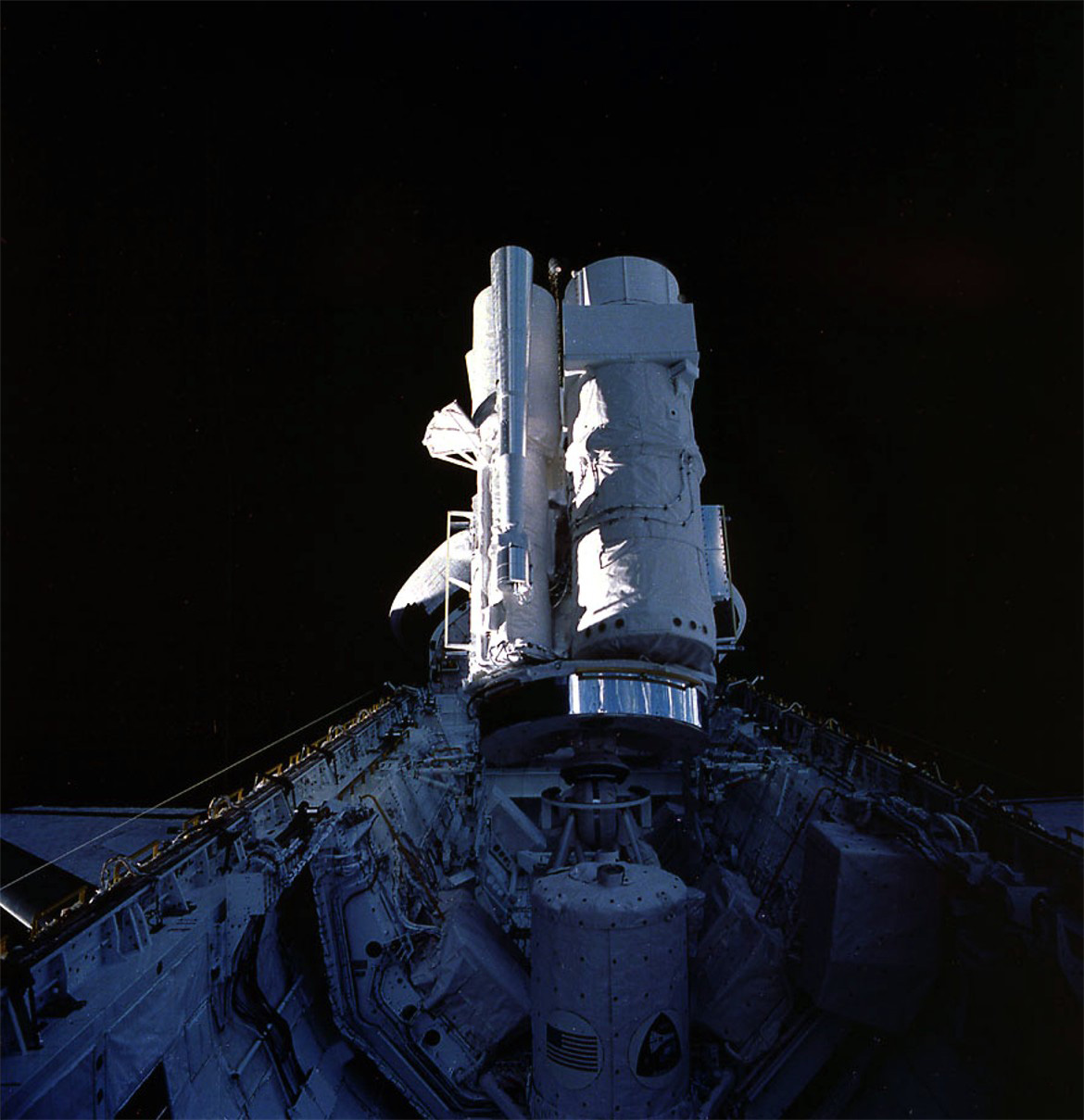
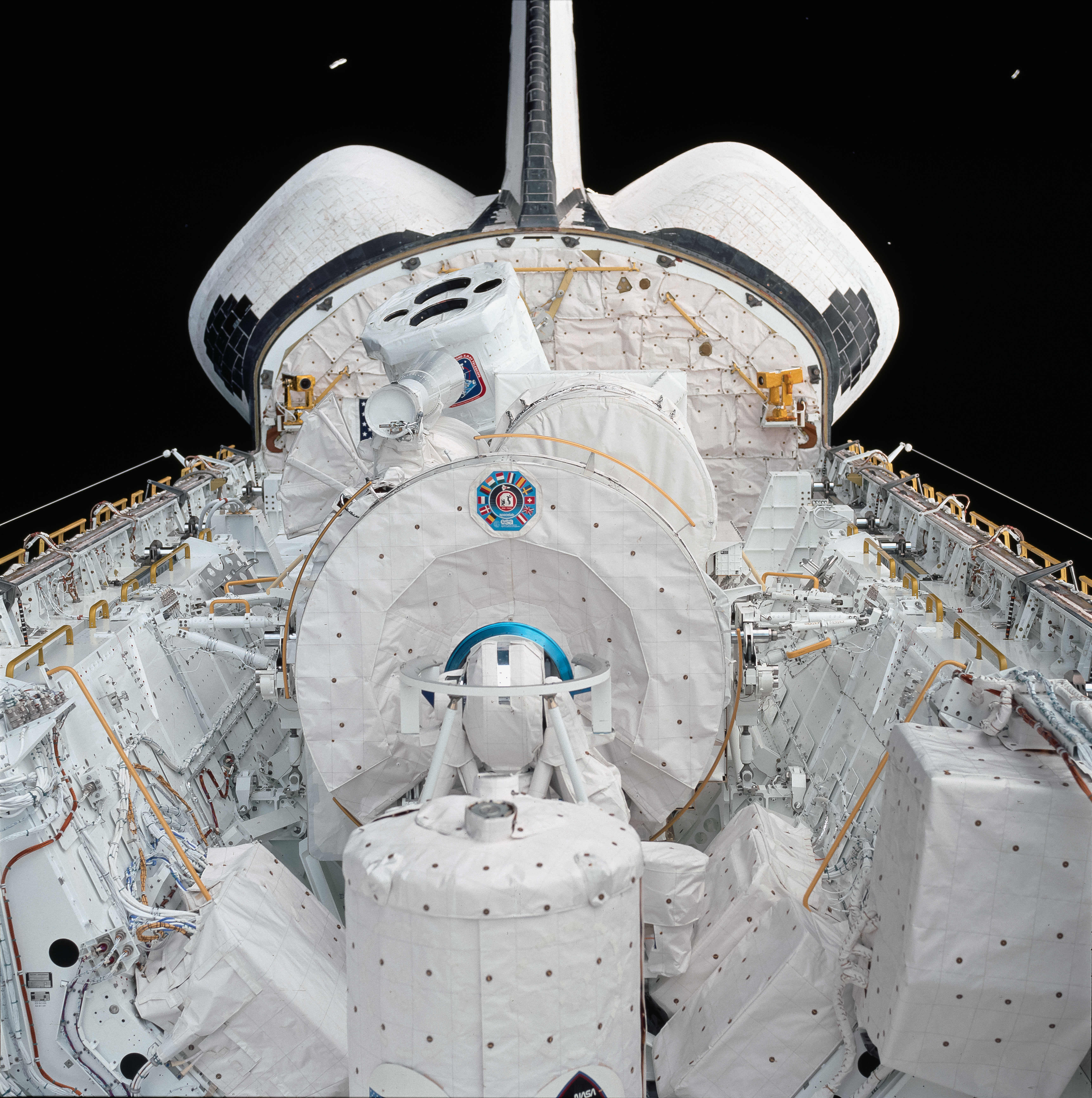
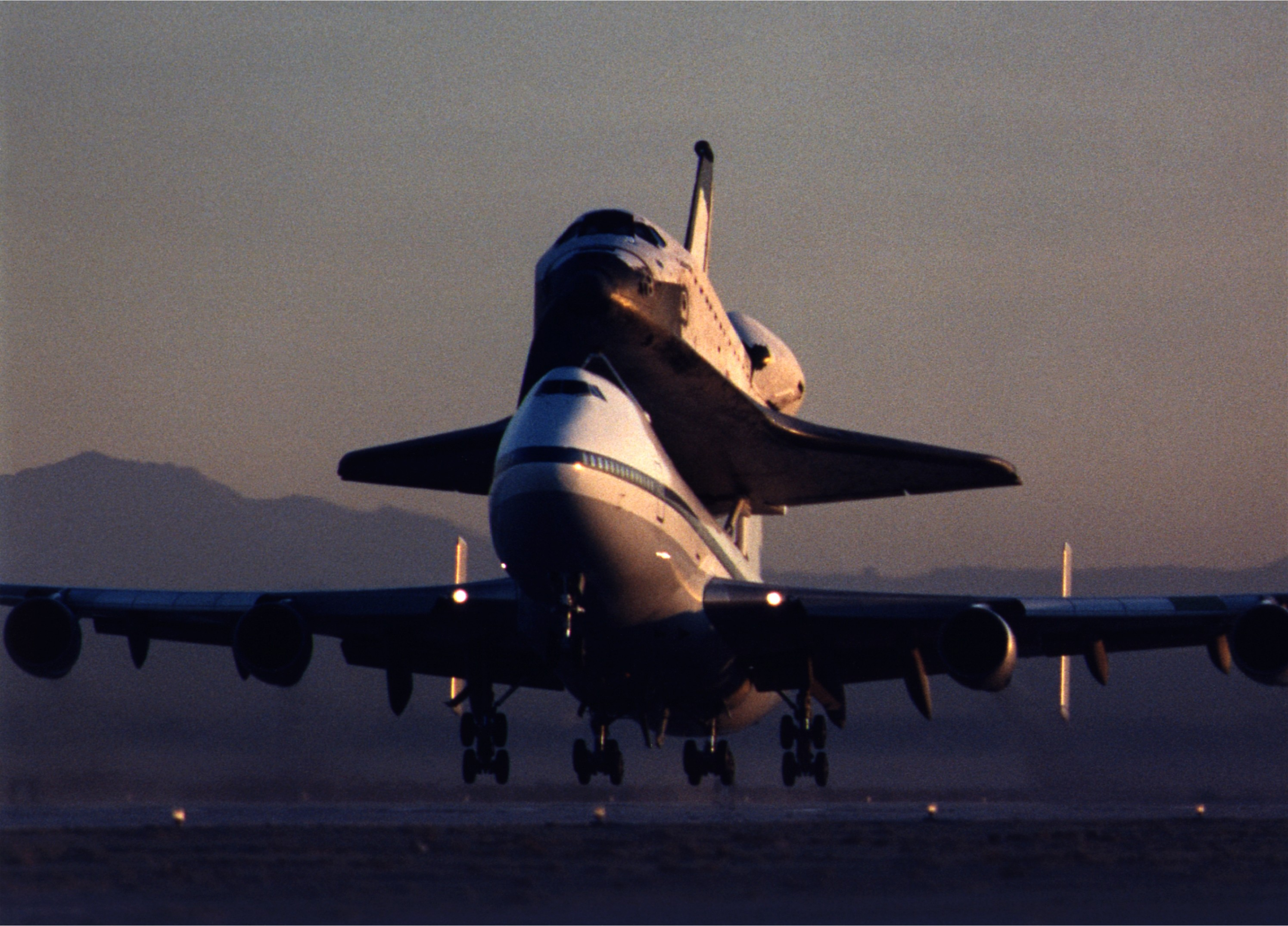